# سیف‌الاسلام قذافی
سیف‌الاسلام معمر قذافی (به عربی: سيف‌الإسلام معمر القذافی) فرزند دوم معمر قذافی و فرزند اول او از همسر دومش، صفیه فرکاش می‌باشد و در ۲۵ ژوئن ۱۹۷۲ در منطقه باب‌العزیزیه که محل اقامت خانواده قذافی در طرابلس بود، به دنیا آمد.
سیف‌الاسلام قذافی دارای ۳ برادر و یک خواهر است. شخصیت سیف‌الاسلام قذافی همیشه از چهره‌های پر سروصدای لیبی بوده‌است. سخنرانی‌ها و کنفرانس‌های مطبوعاتی سیف‌الاسلام قذافی بعد از ناآرامی‌های لیبی همیشه مورد اعتراض شورشیان قرار گرفته‌است. خصوصاً که سیف الاسلام قذافی هیچ منصب دولتی و حزبی در لیبی نداشت و تنها مسئولیت او مدیریت سازمان جهانی خیریه قذافی بود.

## دوران رشد
سیف‌الاسلام دورهٔ ابتدایی و راهنمایی را در مدارس عمومی (دولتی) در منطقه ابی سلیم که نزدیک به محل اقامت خانواده‌اش واقع شده‌بود گذراند. دبیرستان را نیز در یک دبیرستان دولتی گذراند. در سال ۱۹۹۴ میلادی از دانشکده مهندسی دانشگاه الفاتح در طرابلس با درجهٔ مهندسی معماری فارغ‌التحصیل شد. در سال ۱۹۹۸ وارد دانشگاه آمادک اتریش شد و در سال ۲۰۰۰ در مقطع فوق لیسانس از آن دانشگاه فارغ‌التحصیل شد. پس از آن دوره دکترای اقتصاد را در دانش‌سرای اقتصادی لندن گذراند. سیف الاسلام علاقه وافری به نقاشی دارد و تا کنون در کشورهای بسیاری نمایشگاه نقاشی برگزار کرده‌است. پس از اتمام دوره دکترای اقتصاد در مرکز تحقیقات صنعتی طرابلس مشغول به کار شد. او از سال ۱۹۹۶ میلادی با دفتر شورای ملی لیبی همکاری خود را آغاز نمود و در سال ۱۹۹۸ مؤسسهٔ خیریه جهانی قذافی را با اهداف خیریه و آبادانی تأسیس کرد. او در حل مشکلات بین‌المللی بسیاری، من‌جمله قضیه گروگان‌های اروپایی در فیلیپین همکاری کرد.

## عرصه سیاست
سیف قذافی مطرح کنندهٔ طرح اسراطین برای حل مناقشات فلسطین بوده‌است که مبتنی بر تشکیل نظام فدرال در آن سرزمین‌ها می‌باشد.
در سال ۱۳۸۶ در دیدار با نیکولا سارکوزی، رئیس‌جمهور وقت فرانسه قراردادهای اقتصادی شامل خرید موشک منعقد نمود.
در سال ۱۳۸۹ و در درگیری‌های لیبی به عنوان مسئول نیروهای امنیتی پایتخت ضمن سرکوب مخالفان و انقلابیون، دفاتر شبکه‌های الجزیره و بی‌بی‌سی در لیبی را نیز بست.

## رابطه با مهدی هاشمی
بر اساس اسناد موجود، سیف چند بار مهدی هاشمی رفسنجانی را به لیبی دعوت نموده‌است. در یکی از این اسناد، علی سرلک مسئول دفتر مهدی هاشمی در هیئت امنای دانشگاه آزاد در نامه‌ای به تاریخ ۲۹ شهریور ۸۶ به سفیر لیبی در تهران، می‌نویسد:
نظر به سفر جناب آقای مهندس مهدی هاشمی بهرمانی برابر دعوت سیف قذافی خواهشمند است دستور فرمایید نسبت به صدور ویزا اقدام مقتضی مبذول فرمایید.

## دستگیری، حبس و آزادی
شورای ملی انتقالی لیبی، از دستگیری سیف الاسلام قذافی، پسر معمر قذافی در نزدیکی شهر بیابانی اوباری در جنوب غرب لیبی خبر داده‌است. یکی از اعضای شورای انتقالی لیبی در کنفرانسی خبری گفت که سیف الاسلام همراه دو تن از دستیارانش در حالی که می‌کوشیدند به نیجر بگریزند دستگیر شدند.
پس از دستگیری سیف الاسلام قذافی، عبدالرحیم الکیب، نخست‌وزیر دولت موقت لیبی و محمد العلاقی وزیر موقت دادگستری لیبی اعلام کرده‌اند که قصد دارند سیف الاسلام را در در دادگاهی در کشور محاکمه کنند. این در حالی است که مقامات اتحادیه اروپا، دادستان دیوان بین‌المللی کیفری لاهه، نهادهای حقوق بشری و ایالات متحده آمریکا خواستار تحویل او به دیوان بین‌المللی کیفری یا همکاری شورای ملی انتقالی لیبی با دادگاه‌های بین‌المللی در روند محاکمهٔ فرزند قذافی هستند. یکی از سخنگویان کاترین اشتون در بروکسل در این خصوص گفته‌است: 
تضمین امنیت سیف الاسلام و حق او برای تشکیل یک دادگاه اهمیت بسیار دارد.

عبدالرحیم الکیب درخواست تحویل سیف الاسلام به دادگاه لاهه را رد کرده‌است. الکیب در این خصوص گفت:

ما به احکام بین‌المللی احترام می‌گذاریم ولی این حق مردم ماست که او را در اینجا محاکمه کنیم. با سیف الاسلام بر اساس آموزه‌های اسلام در زمینه برخورد با جنایتکاران جنگی رفتار خواهد شد.

عبدالرحیم الکیب در کنفرانس مطبوعاتی دیگری در شهر زنتان تضمین داده‌است که سیف الاسلام و افرادی که همراه او دستگیر شده‌اند را در برابر دادگاه منصفانه‌ای قرار دهد و دادگاه محاکمهٔ وی بسیار شفاف و روشن باشد.
محمد العلاقی نیز، ضمن اعلام موافقت با حضور ناظران بین‌المللی در جریان محاکمه سیف‌السلام قذافی اعلام کرده‌است: «ما با دادگاه بین‌المللی کیفری همکاری خواهیم داشت و داگاه یک محاکمه عادلانه و بر اساس استاندارهای بین‌المللی است.»
لوئیس مورنو اوکامپو، دادستان کل دیوان بین‌المللی کیفری پس از ملاقات با مقام‌های مسئول در لیبی امکان محاکمه سیف الاسلام در لیبی به جای لاهه را منوط به رعایت معیارهای بین‌المللی در دادگاه محاکمهٔ وی دانست. اوکامپو سیف الاسلام را متهم به قتل صدها غیرنظامی، شکنجه، اعمال خشونت نظامی علیه تظاهر کنندگان مسلح و تجاوز هدفمند گروهی کرده‌است. در صورتی که سیف الاسلام و سایر دستگیرشدگان در محاکم بین‌المللی محاکمه و در این موارد گناهکار شناخته شوند به بالاترین حد مجازات در استانداردهای بین‌المللی، یعنی حبس ابد محکوم خواهند شد. اما اگر سیف الاسلام در محاکم لیبی محاکمه شود، در صورت اثبات این جنایات، مقامات لیبی او را به اعدام محکوم خواهند کرد.
حکم دستگیری معمر قذافی، سیف الاسلام و عبدالله سنوسی رئیس سازمان اطلاعات و امنیت رژیم سابق قذافی، به اتهام ارتکاب جنایت علیه بشریت در ماه ژوئن توسط دادگاه بین‌المللی صادر شده‌است. پسر قذافی و سنوسی که بعد از سیف الاسلام به تازگی دستگیر شده‌است، تحت تعقیب دیوان بین‌المللی کیفری هستند.
در ژوئن ۲۰۱۷ اعلام شد که سیف‌السلام قذافی عفو و از زندان آزاد شده‌است و به نظر می‌رسد نقش مهم‌تری در آینده لیبی داشته باشد.